# Shark Pants
Shark Pants is een Belgisch bier van hoge gisting.
Het bier wordt gebrouwen door De Struise Brouwers (Oostvleteren), bij Brouwerij Deca te Woesten en in samenwerking met Three Floyd’s Brewing Co. , Indiana, USA. Het originele etiket toont een gorilla met een haaienbroek aan.
Het is een donker amberkleurig bier, type Double IPA met een alcoholpercentage van 8,7%.